# Arjan Ederveen
Arjan Ederveen (officiële naam: Arjan Ederveen Janssen) (Hilversum, 9 september 1956) is een Nederlands acteur, komiek, televisiemaker en tekstschrijver.

## Schooltijd
Ederveen heeft zijn middelbare schoolopleiding gevolgd aan het Comenius College in Hilversum. Tijdens een schoolproject heeft hij zijn eerste film gemaakt, genaamd "Appel aan de Stok: De Musical". Met deze film heeft hij de lokale filmwedstrijd van 1971 gewonnen. 

## Loopbaan
Ederveen begon zijn carrière in samenwerking met Kees Prins, met wie hij het duo De Duo's vormde. Later verwierf hij bekendheid samen met Tosca Niterink in televisieprogramma's zoals Theo en Thea en Kreatief met Kurk, waarin hij de rol van Peter van de Pood speelde, en Borreltijd. In latere jaren ontving Ederveen samen met Pieter Kramer, een televisieregisseur, een Zilveren Nipkowschijf voor hun werk aan de serie 30 minuten. Hij vertolkte de rol van drogist Geelman in de films Pietje Bell (2002) en Pietje Bell 2: De Jacht op de Tsarenkroon. In 2004 schreef en acteerde hij in de VPRO-televisieserie De troubabroers, samen met Alex Klaasen. 
In het najaar van 2005 presenteerde Ederveen het opmerkelijke tuinprogramma Wroeten, een dertigdelige dagelijkse televisieserie geregisseerd door Lernert Engelberts, voor de VPRO. Naast zijn televisiewerk is Ederveen ook actief als toneelacteur. Hij vertolkte onder andere de rol van de stiefmoeder van Assepoester in de voorstelling Lang en Gelukkig van het Ro Theater. In het seizoen 2008/2009 speelde hij Fabio, de rechterhand van de Griekse godin Hera, in Hera, de goddelijke musical. In het voorjaar van 2009 speelde hij samen met Jack Wouterse bij het Ro Theater in de voorstelling Tocht, een paasstuk dat hij zelf heeft geschreven. In het seizoen 2009/2010 vertolkte hij de rol van Edna Turnblad in de musical Hairspray. In het seizoen 2010/2011 schreef en speelde hij in het stuk Moord in de Kerststal van het Ro Theater. In 2018 speelde hij de rol van Pontius Pilatus in The Passion. Hij ontving de Gouden Genesius Penning in 2018 vanwege zijn uitzonderlijke talenten en veelzijdigheid als theaterpersoonlijkheid.
In 2024 was Ederveen het Blije ei in The Masked Singer. Ook speelde hij dat jaar de rol van Ebenezer Scrooge in Scrooge Live. In 2025 was Ederveen te gast in het televisieprogramma De Reünie. In dat jaar verscheen ook het boek Altijd van je af, Leven en werk van Arjan Ederveen. In dit boek wordt het levensverhaal van Arjan Ederveen geschreven. Het boek is geschreven door Sara Berkeljon in samenwerking met Arjen Ederveen zelf.

## Privé
Ederveen is gehuwd met de Amerikaan Howie en ze wonen samen in Amsterdam.

## Bekende uitspraken van Arjan Ederveen
- "Dat wist ik toch niet? Dat wist ik niet. Nu, ja, nu weet je dat."
- "Ik voelde wel dat er iets was, maar wat dat dan was, dat was me niet duidelijk. Wel dat er iets was, maar wat dat was? Dat wist ik niet."
- "Het basismateriaal van vandaag is kurk."
- "Altijd van je af snijden."[7]
- "Peren vallen niet ver van de boom."

## Nominaties en prijzen
| Jaar | Categorie          | Genomineerde werk | Prijs       |
| ---- | ------------------ | --- | ----------- |
| 1997 | Speciale Juryprijs | Oeuvre | Gouden Kalf |
| 2010 | Speciale Juryprijs | Lang en gelukkig (gedeeld met Rogier Philipoom, Dick van den Toorn, Gijs Naber, Sylvia Poorta, Jack Wouterse, Hannah van Lunteren, Hans Leendertse en Alex Klaasen. | Gouden Kalf |